# Municipio de Eldorado (Illinois)
El municipio de Eldorado (en inglés: Eldorado Township) es un municipio ubicado en el condado de McDonough en el estado estadounidense de Illinois. En el año 2010 tenía una población de 134 habitantes y una densidad poblacional de 1,42 personas por km².

## Geografía
El municipio de Eldorado se encuentra ubicado en las coordenadas 40°18′57″N 90°30′9″O / 40.31583, -90.50250. Según la Oficina del Censo de los Estados Unidos, el municipio tiene una superficie total de 94.61 km², de la cual 94,48 km² corresponden a tierra firme y (0,14 %) 0,13 km² es agua.

## Demografía
Según el censo de 2010, había 134 personas residiendo en el municipio de Eldorado. La densidad de población era de 1,42 hab./km². De los 134 habitantes, el municipio de Eldorado estaba compuesto por el 97,76 % blancos, el 0,75 % eran afroamericanos, el 0,75 % eran asiáticos y el 0,75 % eran de una mezcla de razas. Del total de la población el 1,49 % eran hispanos o latinos de cualquier raza.